# 에제타집박쥐
에제타집박쥐(Scotophilus ejetai)는 애기박쥐과에 속하는 박쥐의 일종이다. 에티오피아의 토착종이다.

## 특징
머리부터 몸까지 몸길이는 72.6~77.1mm로 작은 박쥐이다. 전완장은 50.2~50.4mm, 꼬리 길이는 40.4~45.1mm, 발 길이 9.3~12.1mm 그리고 귀는 10.2~11.7mm이다.